# Dorit Becker
Dorit Becker (* 1977 in Bielefeld) ist eine deutsche Journalistin, Hörfunk- und Fernsehmoderatorin.

## Leben
Die in Bielefeld geborene Becker wuchs in Indonesien und Mittelfranken auf. Nach dem Abitur absolvierte sie ein soziales Jahr in Brasilien, ehe sie ein Studium der evangelischen Theologie und älteren deutschen Literatur in Berlin aufnahm. Bereits während ihres Studium war sie als Reporterin und Moderatorin für verschiedene Berlin Privatradiosender tätig. Nach dem Abschluss ihres Studium absolvierte sie Becker ab 2005 eine Ausbildung zur Redakteurin an der Deutschen Journalistenschule in München. Im Dezember 2006 begann sie beim Südwestrundfunk, war dort zunächst acht Jahre lang Redakteurin, Reporterin und Moderatorin für SWR4, übernahm zudem ab 2012 auch die Moderation von SWR-Wetter Rheinland-Pfalz im SWR Fernsehen. Seit November 2014 ist Becker für die Nachrichtensendungen im SWR Fernsehen als Moderatorin und Reporterin tätig, zudem fungiert sie als stellvertretende Redaktionsleiterin. Seit November 2019 moderiert Becker das Regionalmagazin SWR Aktuell Rheinland-Pfalz.